# Miniatures d'Assam
 (novembre 2018).
Si vous disposez d'ouvrages ou d'articles de référence ou si vous connaissez des sites web de qualité traitant du thème abordé ici, merci de compléter l'article en donnant les références utiles à sa vérifiabilité et en les liant à la section « Notes et références ».
L'Assam est connu pour les peintures miniatures dans les manuscrits du XVIe siècle au XIXe siècle, financé par les monastères (les Sattras) ou les rois du peuple Âhom. Les manuscrits religieux sur les contes de Bhagavata, Puranas, Ramayana, Mahabharata et les épics étaient ainsi illustrés avec des miniatures (enluminures). Depuis des années 1930 des artistes contemporains ont repris le style miniature sur leurs toiles.